# Jim Bauer
Pour les articles homonymes, voir Bauer.
Jim Bauer est un auteur-compositeur-interprète et producteur français, né le 21 juin 1991.

## Biographie
Fils d'Axel Bauer et de Nathalie Cardone, petits-fils de Franck Bauer, Jim Bauer grandit à Carpentras où il est chanteur de rue pendant ses études. Après son bac, il entre au cours Florent à Paris et chante notamment dans les rues de Montmartre ou dans le métro.

### Débuts
En 2014, il participe en tant que chanteur au projet Bristol de Marc Collin (Nouvelle Vague) qui consiste à réinterpréter des titres populaires des années 1990 avec des arrangements des années 1960. Clara Luciani figure également dans ce projet.
Toujours en 2014, il collabore avec Marc Collin à l'écriture de 6 titres de la BO du film Happy Times (en),
En 2017, Jim Bauer sort son EP? The Misfit Boy, composé de quatre titres en anglais et se présente durant les premières parties de K's Choice, Seinabo Sey et Gavin James,,.
Son single Je t'attends demain est extrait du second EP Naissance, sorti en 2019.
Jim Bauer a écrit pour de nombreux interprètes francophones comme Florent Pagny.

### The Voiceet1eralbum
En février 2021, après avoir refusé pendant dix ans de participer à l'émission The Voice, il se présente aux auditions à l'aveugle de la 10e saison et intègre l'équipe de Marc Lavoine,,. Avec ses reprises de It's a Man's Man's Man's World de James Brown et Angie des Rolling Stones, son interprétation du titre d'Annie Cordy, Tata Yoyo, dans une version dramatique séduit le public et la presse,. Jim Bauer est finaliste de l'émission avec la gagnante Marghe,.
Le 17 mai 2021 à l'occasion de la journée mondiale contre l'homophobie, la transphobie et la biphobie, The Voice invite Jim Bauer à chanter aux côtés de Marghe, Mentissa, Giada, Papa Drag et plusieurs autres participants à la saison 10 de The Voice.
En juillet 2021, la presse annonce que Jim Bauer a collaboré avec sa mère Nathalie Cardone, composant avec elle la chanson "Compañeros" qu'elle interprète,.
À l'automne 2021, il sort le single Crossroads qu'il avait interprété lors de la finale de The Voice puis le titre C la vie, tous deux extraits d'un album qui sortira début 2022,.
A 30 ans, Jim Bauer sort le 15 avril 2022 son 1er album solo intitulé Jim, composé de 16 titres en français et en anglais. « Ces 16 titres c’est une présentation de qui je suis, un album que j’ai produit dans mon studio à Paris. Dans cet album je me présente librement, sans artifices, sans reprises, sans featuring, sans calculs, juste un jeune garçon qui fait de la musique depuis son adolescence avec ses potes et qui peut enfin vous les donner ». Sur cet album auto-produit, il mélange les genres de la pop, du rock, de la soul et des ballades acoustiques avec une voix qui rappelle celle de Prince ou Jeff Buckley. Jim Bauer se produit le 21 avril 2022 au Bus Palladium avant la fermeture de ce célèbre lieu parisien. L'artiste travaille également sur l'album de la gagnante de The Voice Marghe,,.

## Discographie

### Albums
- 2017 : The Misfit Boy, EP
- 2019 : Naissance, EP
- 2022 : Jim
- 2024 : BB99

### Singles
- 2018 : Little Wild Thing[25]
- 2019 : Je t'attends demain
- 2019 : One More Second
- 2020 : The One I Aim For (avec Durantin)
- 2021 : Crossroads
- 2021 : C la vie
- 2022 : Tata Yoyo[26]

### Participation
- 2017 : It's All Right avec Lude[27]

### Collaborations
- 2014 : Gonna Jump, Honey, Larry, Please Tell Me, Run, Please Tell Me avec Marc Collin sur la BO de Happy Times [4],[5]
- 2017 : C'est peut-être  de Florent Pagny sur l'album Le Présent d'abord
- 2017 : J'en suis là, Petit pays, Désolé de Slimane sur l'album Solune[28]
- 2018 : Encore d'Amaury Vassili
- 2018 : Saint-Raphaël , Pas grandir,  Deda de Barbara Pravi
- 2020 : Tu es toujours là  de Jean-Baptiste Guégan sur l'album Rester le même[29]
- 2021 : Compañeros avec Nathalie Cardone